# 浆果醉鱼草
浆果醉鱼草（学名：Buddleja madagascariensis）是玄参科醉鱼草属的植物。分布在马达加斯加、亚洲热带、亚热带地区以及中国大陆的广东、福建、广西等地，目前尚未由人工引种栽培。
其种加词“madagascariensis”意为“马达加斯加的”。

## 别名
马达加斯加醉鱼草（广西药用植物名录） 假黄花（广西藤县）

## 异名
- Adenoplea madagascariensis (Lam.) Eastw.
- Buddleja heterophylla Lindl.
- Buddleja nepalensis Colla
- Nicodemia madagascariensis (Lam.) R.Parker